# Horst Irretier
Horst Irretier (* 10. Juni 1949 in Bremen; † 6. Februar 2016) war ein deutscher Ingenieur und Universitätsprofessor für Mechanik und Maschinendynamik an der Universität Kassel.  

## Leben
Irretier besuchte von 1955 bis 1959 die Grundschule, anschließend bis 1967 das Gymnasium. Von 1967 bis 1969 leistete er den Wehrdienst und nahm danach an der TU Hannover ein Maschinenbaustudium auf, das er am 19. März 1974 mit der Diplom-Hauptprüfung erfolgreich abschloss. Im Anschluss war er als Wissenschaftlicher Mitarbeiter an der Universität Hannover tätig, bis er 1978 zum Dr.-Ing. promoviert wurde. Fortan arbeitete er als Oberingenieur am Institut für Mechanik weiterhin an der Universität Hannover, bis er 1984 als Professor für Mechanik und Maschinendynamik einen Ruf an die Universität Kassel erhielt. 2012 wurde Irretier emeritiert.
Irretier lehrte, forschte und publizierte zur Schwingungstechnik, zur Rotor- und Maschinendynamik sowie der experimentellen Modalanalyse. 
Im Frühjahr 1987 war er Gastprofessor am Indian Institute of Technology, Madras in Indien, und im Frühjahr 1992 Gastprofessor am Institut national des sciences appliquées de Lyon in Frankreich.

## Schriften
- Die Berechnung der Schwingungen rotierender, beschaufelter Scheiben mittels eines Anfangswertverfahrens, Dissertation Universität Hannover, 1978
- Grundlagen der Schwingungstechnik, 2 Bände, Braunschweig/Wiesbaden: Vieweg 2000/2001